# Джуліано Ферарра
Джуліано Ферарра (італ. Giuliano Ferrara) (7 січня 1952) — італійський журналіст, телеведучий і політик.
Був активним членом Комуністичної партії Італії, а пізніше Італійської соціалістичної партії, у 1990-х роках він став прихильником партії «Вперед, Італія» прем'єр-міністра Сільвіо Берлусконі.